# Muzeqina
Muzeqina (albanska: Muzeqina/ë, (serbiska: Mužičane,) är en by i Kosovo. Den ligger i kommunen Shtime. Enligt den senaste folkräkningen år 2011 fanns det 1 324 invånare.

## Demografi
| Demografi | 2011 |
| --------- | ---- |
| albaner   | 1323 |
| okänt     | 1    |